# Heligmonevra tenuicornis
Heligmonevra tenuicornis är en tvåvingeart som först beskrevs av Walker 1859.  Heligmonevra tenuicornis ingår i släktet Heligmonevra och familjen rovflugor. Inga underarter finns listade i Catalogue of Life.